# Winfield (Alberta)
Winfield est un hameau (hamlet) du Comté de Wetaskiwin No 10, situé dans la province canadienne d'Alberta.

## Démographie
En tant que localité désignée dans le recensement de 2011, Winfield a une population de 224 habitants dans 79 de ses 194 logements, soit une variation de -10.0% par rapport à la population de 2006. Avec une superficie de 1,119 3 km2, le hameau possède une densité de population de 200,125 1 hab/km2 en 2011.
Concernant le recensement de 2006, Winfield abritait 249 habitants dans 94 de ses 105 logements. Avec une superficie de 1,119 4 km2, le hameau possédait une densité de population de 222,4 hab/km2 en 2006.